# Papa Benedict al VIII-lea
Papa Benedict al VIII-lea (nume laic: Theophylact al II-lea de Tusculum; n. 980 d.Hr., Roma, Statele Papale – d. 15 aprilie 1024, Roma, Statele Papale) a fost  papă al Romei din 18 mai 1012 până la moartea sa. Numele lui înseamnă "cel binecuvântat" (lat.).
Viață
Benedict s-a născut ca fiu al contelui și al admiralului imperial Grigore de Tusculum din familia Tusculanilor care pe vremea aceea a avut foarte multă influență la Roma. A ajuns papă fiind încă laic. După alegerea lui a predat titlul de conte moștenit de tatăl său fratelui Alberic. Pe fratele lui Romanus de Tusculum l-a numit duce de Roma. 
Mai întâi, Benedict a avut de-a face cu anti-papa Grigore al VI-lea din familia concurentă a crescenților. Însă a izbutit repede să-l tragă de partea sa pe regele german Henric al II-lea, pe care l-a încoronat ca împărat pe data de 14 feb. 1014.
În 1016  a dus o campanie plină de succes cu scopul izgonirii sarazenilor nord-africani din regiunea orașului Pisa și din Sardinia. O altă campanie împotrivă bizantinilor în Italia de Sud a rămas în schimb sortită eșecului. În 1020 l-a căutat la Bamberg pe împărat rugându-l să-l ajute împotrivă expansiunii bizantinilor în sudul Italiei (unde din 1017 și normanii s-au făcut simțiți ca o nouă forță politică).
Sinodul de la Pavia (1022), ținut împreună de papă și de împărat, a stabilit anumite decrete pentru reformarea bisericii, însă fără să ascuțească obligația la o viață celibatară a clerului. Tot împreună cu Henric a luptat la mai multe sinoade împotrivă simoniei și în favoarea celibatului.
Din cooperarea fructoasă cu Henric a rezultat și adăugarea definitivă a cuvântului "filioque" la Crezul Catolic.
În 1017 și 1020 a dat ordin la Roma să fie decapitați sau arși mai mulți evrei sub acuzația că blasfemia lor ar fi cauzat un uragan ca și un cutremur. În 1020, fiind în Germania, a vizitat orașele Fulda și Bamberg unde a sfințit capela lui Thomas și biserica Sf.Ștefan care azi ține de confesiunea luterană.
A murit pe data de 9 aprilie 1024 la Roma; ca papă,  a urmat fratele său Romanus, Papa Ioan al XIX-lea.
Literatură:
■ Rudolf Schieffer: Benedikt VIII. În: Lexikon des Mittelalters, vol. 1 (1980), col. 1859
Linkuri:
■Benedikt VIII. În: Biographisch-Bibliographisches Kirchenlexikon (BBKL)
1. ↑  Genealogics
2. ↑  Catholic-Hierarchy.org, accesat în 15 octombrie 2020